# Жан Антельм Брілья-Саварен
Жан Антельм Брілья-Саварен (фр. Jean Anthelme Brillat-Savarin, [ʒɑ̃ ɑ̃tɛlm bʁija savaʁɛ̃]; нар. 1 квітня 1755 в Белле – пом. 2 лютого 1826 в Парижі) — французький юрист і політик, відомий завдяки праці "Фізіологія смаку" (Physiologie du Goût). Йому належить фраза "Ти є тим, що ти їси."